# Aeroport de Chinchero
L'aeroport de Chinchero és un aeroport internacional que es construirà al municipi rural de Chinchero, situat a uns 30 quilòmetres de la ciutat de Cusco, a la Vall Sagrada dels Inques. La pista d'aterratge estarà a una altitud de 3.728 metres sobre el nivell del mar i la terminal, de 40.000 metres quadrats, comptarà amb 11 portes d'embarcament i 13 mànigues. El 2019, la seva obertura estava prevista per l'any 2023.
El projecte va generar polèmica al considerar els perills que el futur terminal aeri tindria sobre el parc arqueològic de Chinchero que inclou el palau de l'inca Túpac Yupanqui, un tram molt important del Qapac Ñan (de Chinchero a Urquillo) i el poble mestís virreinal de Chinchero en el qual destaca el temple de la Mare de Déu de Montserrat (d'inicis del segle xvii). Així com el paisatge cultural de la zona i les maneres tradicionals de vida de les seves comunitats, moltes d'elles amb propietàries d'una sofisticada tradició tèxtil.